# Мадагаскарская кошачья акула
Мадагаскарская кошачья акула (лат. Chiloscyllium caerulopunctatum) — вид акул род азиатских кошачьих акул одноимённого семейства отряда воббегонгообразных. Эти акулы обитают в Индийском океане. Максимальный зарегистрированный размер 67 см. У этих акул удлинённое тело серо-коричневого цвета со светло-голубыми пятнышками. Не представляют интереса для коммерческого рыбного промысла.

## Таксономия
Мадагаскарские кошачьи акулы считались синонимом белопятнистых кошачьих акул, однако после недавних сравнений было принято предварительное решение признать их самостоятельным видом. Вид не входит в список живущих ныне пластиножаберных. Название происходит от слов лат. caeruleus — «синий»
лат. punctatum — «покрытый точками».

## Ареал
Мадагаскарские кошачьи акулы обитают в северной части Индийского океана у берегов Мадагаскара.

## Описание
У мадагаскарских кошачьих акул тонкое цилиндрическое тело, имеются латеральные выступы. Голова лишена латеральных складок кожи. Рыло толстое и конусовидное , предротовое расстояние составляет 3 % от длины тела. Глаза расположены дорсолатерально. Над глазами имеются слегка приподнятые гребни. Подвижное верхнее веко и окологлазничные впадины отсутствуют. Позади глаз имеются брызгальца. Жаберные щели маленькие, пятая и четвёртая жаберные щели расположены близко друг к другу. Ноздри расположены на кончике рыла и обрамлены удлинёнными усиками. Внешний край назальных выходных отверстий окружён складками и бороздками. Маленький почти поперечный рот расположен перед глазам и сдвинут к кончику рыла. Нижние губные складки соединяются с подбородком посредством кожных складок. Нижние и верхние зубы не имеют чётких различий, оснащены центральным остриём и несколькими латеральными зубчиками. 
Спинные плавники крупные, одинакового размера, треугольной формы, гораздо крупнее брюшных плавников. Шипы у их основания отсутствуют. Основание первого спинного плавника расположено позади основания брюшных плавников. Основание длинного, невысокого и килеобразного анального плавника расположено позади основания второго спинного плавника. Хвостовой плавник асимметричный, верхняя лопасть не возвышается над апексом туловища, у её края имеется вентральная выемка. Нижняя лопасть неразвита. Латеральные кили и прекаудальная ямка на хвостовом стебле отсутствуют. Тело окрашено в тёмный серо-коричневый цвет и покрыто светло-голубыми пятнышками.

## Взаимодействие с человеком
Вид встречается крайне редко. Международный союз охраны природы еще не оценил статус сохранности данного вида.